# Steve Sung
Suk-Min „Steve“ Sung (* 15. April 1985 in Seoul, Südkorea) ist ein professioneller amerikanisch-südkoreanischer Pokerspieler. Er ist zweifacher Braceletgewinner der World Series of Poker.

## Persönliches
Sung kam im Alter von sieben Jahren mit seiner Familie von Südkorea in die Vereinigten Staaten. Er studierte Computertechnik und Wirtschaftswissenschaften  an der University of California in San Diego. Sung lebt in Torrance.

## Pokerkarriere

### Werdegang
Sung sah seinem Vater beim Pokerspielen zu, was sein Interesse am Spiel weckte. In der Highschool begann er selbst mit Freunden Poker zu spielen. Auf der Onlinepoker-Plattform PokerStars spielt er unter dem Nickname MuGGyLiCiOuS.
Seine erste Geldplatzierung bei einem Live-Turnier erzielte Sung Ende Juni 2005 im Palms Casino Resort am Las Vegas Strip. Im Dezember 2006 belegte er bei einem Turnier des Five Diamond World Poker Classic der World Poker Tour (WPT) im Hotel Bellagio am Las Vegas Strip den dritten Platz und gewann damit rund 125.000 US-Dollar Preisgeld. Wenige Tage später wurde er beim Main Event der Serie Neunter und sicherte sich knapp 120.000 US-Dollar. Im Juni 2007 war Sung das erste Mal bei der World Series of Poker (WSOP) im Rio All-Suite Hotel and Casino am Las Vegas Strip erfolgreich und platzierte sich viermal in den Geldrängen, darunter zwei Finaltische und ein Cash im Main Event. Mitte Oktober 2017 erreichte er seinen ersten Finaltisch beim WPT-Main-Event und belegte in Barcelona den mit knapp 120.000 Euro dotierten vierten Platz. Im März 2008 saß Sung erneut am Finaltisch eines WPT-Main-Events und wurde in San José Zweiter hinter Brandon Cantu für 585.000 US-Dollar. Mitte Dezember 2008 schaffte er beim Five Diamond World Poker Classic der WPT erneut den Sprung an den Finaltisch und belegte den zweiten Platz, der mit knapp 400.000 US-Dollar bezahlt wurde. Bei der WSOP 2009 gewann Sung ein Turnier der Variante No Limit Hold’em und sicherte sich eine Siegprämie von mehr als 770.000 US-Dollar Preisgeld sowie ein Bracelet. Nachdem er nur wenige Tage später sowie 2010 und 2011 weitere Finaltische der WSOP erreicht hatte, sicherte sich Sung Ende Juni 2013 sein zweites Bracelet mitsamt mehr als 1,2 Millionen US-Dollar Preisgeld. Mitte Oktober 2018 gewann er das Wynn Fall Classic im Wynn Las Vegas mit einer Siegprämie von rund 170.000 US-Dollar. Im März 2019 wurde Sung beim WPT-Main-Event in Los Angeles Dritter für knapp 260.000 US-Dollar.
Insgesamt hat sich Sung mit Poker bei Live-Turnieren mehr als 6 Millionen US-Dollar erspielt.

### Braceletübersicht
Sung kam bei der WSOP 59-mal ins Geld und gewann zwei Bracelets:
| Jahr | Buy-in (in $) | Turnier                       | Teilnehmer | Preisgeld (in $) |
| ---- | ------------- | ----------------------------- | ---------- | ---------------- |
| 2009 | 01.000        | No-Limit Hold’em              | 6012       | 0.771.338        |
| 2013 | 25.000        | No-Limit Hold’em / Six Handed | 0175       | 1.205.324        |